# Политичке институције у Античком Риму

## Политичке институције у доба Краљевине
Иако су Ромул и његови наследници претежно митске личности, данас се сматра да су Римом у  најстарије доба владали краљеви. Краљеви су имали изборну, а не наследну власт. Након смрти краља римски народ и сенат бирали би новог владара. Краљ је био врховни заповедник војске у ратовима. Водио је спољну политику и одлучивао је против кога ће се ратовати. У миру је доносио законе и судио у неким случајевима.
Краљеви нису имали неограничену власт. У вођењу државних послова помагао им је сенат. У доба краљева сенат је бројао 300 чланова, припадника најугледнијих аристократских родова. Сенат је саветовао краљеве у свим питањима унутрашње и спољне политике.

## Политичке институције у доба Републике
Године под владавином краљева научиле су народ Рима да мора да се чува од апсолутне власти, и могућег угњетавања од стране појединаца. Тако је власт у Риму за време републике, али и царства, била подељена између три властодавна тела: магистрата, сената и народних скупштина.
Магистрати су бирани из редова имућнијих грађана. Разлог за то била је чињеница да за своју службу нису примали никакву плату. Њихова власт је била изборна и двоструко ограничена. Дужност су готово сви обављали годину дана. Сваки од њих имао је и једног или више колега. Тако им је било онемогућено да власт приграбе за себе.
Уместо краљева, нова власт је бирала два конзула. Они су били највиши државни магистрати. Они су били бирани од стране Центуријских скупштина и служили су годину дана. Били су политички и милитаристички врх државе. Сазивали су народне скупштине у којима су предлагали законе, и сенат.
Ознака њихове власти били су снопићи прућа (лат. fasces), које су испред њих носили ликтори.
Првенствено су могућност да постану конзули носиле само патриције. Од 367.гпне. плебејци постају квалификовани за конзуле, а од 342. гпне. легислатура налаже да један од конзула мора бити плебејац.
Претори су били по рангу иза конзула. Судили су у споровима и неки од њих су у ратним походима заповедали војском или управљали провинцијама.
Едили су били задужени за одржаванје реда и мира у Риму.
Квестори су водили државну благајну и архив.
Цензори су бирани сваке пете године. Било их је двојица и дужност су вршили осамнаест месеци. Често су то били некадашњи конзули. Они су пописивали грађане, одређивали висину пореза и бирали сенаторе. 
Поред многих бенефиција, цензори су имали могућност да цензуришу или чак дисквалификују гласаче.
Диктатор је биран у тренуцима велике опасности по државу. Био је изнад свих других редовних магистрата. Његова власт била је строго ограничена на шест месеци.
Сенат је у доба републике представљао саветодавно тело конзула. Био је сачињен од бивших магистрата, од квестора навише. Њихова имена уношена су у списак сенатора по реду, почевши од бивших конзула.
Седнице су заказивали магистрати који су обезбеђивали дневни ред и теме за дискусију. Све седнице су одржаване у приватности и тиме је сваки сенатор имао потпуну слободу говора и могућност да искаже своје ставове. 
Сенат је дискутовао о спољној и унутрашњој политици и надгледао односе са страним силама. Диктирао је религиозни живот Рима и контролисао државне финансије. 
У Риму постојало је више врста комиција тј. народних скупштина. Имале су разнолик састав. Комиције су бирале магистрате, доносиле законе, одлучивале о рату и миру и примале жалбе римских грађана.